# Niphona hookeri
Niphona hookeri är en skalbaggsart som beskrevs av Charles Joseph Gahan 1900. Niphona hookeri ingår i släktet Niphona och familjen långhorningar. Inga underarter finns listade i Catalogue of Life.